# Amélie Pick
Amélie Pick est une actrice de cinéma et de télévision française née le 7 mars 1967.

## Filmographie

### Cinéma
- 1997 : Quatre garçons pleins d'avenir : Sophie Ravec
- 1997 : L'Homme idéal : Marie
- 1997 : Abus de méfiance (court métrage) : l'épouse
- 1996 : Delphine 1, Yvan 0 : Constance
- 1995 : Le Futur (court métrage)
- 1989 : Réunion
- 1989 : À deux minutes près : Caroline
- 1989 : Souvenir : Janni

### Télévision
- 1999 : Retour à Fonteyne : Frédérique
- 1998 : Les Marmottes : Lucie
- 1997 : Parfum de famille : Charlotte Couderc
- 1997 : Une soupe aux herbes sauvages : Rose
- 1996 : Notre homme : Marion
- 1996 : Le Juste : Camille (4 épisodes)
- 1992 : Les Cœurs brûlés : Isa (8 épisodes)
- 1991 : Léon Morin, prêtre : Arlette
- 1990 : Le Mari de l'ambassadeur
- 1988 : La Belle Anglaise : Nathalie (2 épisodes)
- 1987 : French in Action : Annick